# Sol En Cirque
Albums de Sol En Si
Chacun peut y mettre un peu du sien
(1999) Sol En Si
(2005)
Sol En Cirque est un conte musical de Zazie, Vincent Baguian et Jean-Marie Leau, sorti pour la première fois en album en 2003 au profit de l'association Sol En Si et adapté en 2005 en comédie musicale, sur une mise en scène de Jean-Louis Grinda. Les héros du récit sont des animaux qui vont s'improviser artistes de cirque pour pouvoir acheter la pierre molle qui soignera l'éléphant Big Mama.

## De l'album au spectacle
À l'origine, le conte musical Sol En Cirque, écrit par Zazie, Vincent Baguian et Jean-Marie Leau, est un album musical qui sort en 2003. Le disque constitue le cinquième album publié au profit de l'association caritative Sol En Si (pour Solidarité Enfants Sida), et le premier à être entièrement constitué de chansons inédites. Il réunit à la fois les participants habituels aux albums de Sol En Si (Francis Cabrel, Michel Jonasz, Catherine Lara, Maxime Le Forestier, Maurane, Alain Souchon et Zazie) et d'autres artistes francophones. Le livret est écrit par Sylvie Fournout et illustré par Zep.

À l'occasion de la sortie de l'album, une émission télévisée Sol En Cirque est diffusée sur France 2 le 24 décembre 2003 (elle sera rediffusée le 24 décembre 2005) : de nombreux artistes, participant ou non à l'album, viennent interpréter des chansons extraites du disque et d'autres chansons célèbres sur le thème des animaux[réf. nécessaire].

Le conte est ensuite adapté en spectacle sous le titre de Sol En Cirque : les Aventuriers de la pierre molle, mis en scène par Jean-Louis Grinda et interprété notamment par Alexandre Bonstein, Ariane Pirie, David Bàn, Stéphane-Gilles Guichard et Liza Michaël. La première a lieu le 7 décembre 2005 au Bataclan, à Paris. L'album avait été réédité quelques mois plus tôt, sous une nouvelle pochette reprenant l'affiche du spectacle, et avec deux chansons supplémentaires inédites.

Le spectacle a fait l'objet d'une tournée, interrompue par la mise en liquidation judiciaire de sa société de production, PLP International, prononcée le 8 janvier 2008.

## L'histoire
Sur l'île de Pfff, l'éléphant Big Mama est atteint d'une mystérieuse maladie. Ses amis animaux décident de se procurer une pierre magique, la pierre molle, qui pourra le guérir. Mais celle-ci est la propriété de Cœur froid, un serpent milliardaire, qui ne la vendra que contre une somme d'argent considérable. Sur l'idée de Claudia, la taupe modèle, les animaux décident de créer un cirque et de se donner en spectacle chez les humains pour récolter les fonds nécessaires.

## Les chansons
Les interprètes indiqués sont ceux de l'album studio, et non ceux du spectacle.
Toutes les chansons sont écrites et composées par Zazie, Vincent Baguian et Jean-Marie Leau.
| No  | Titre                                                         | Interprète(s)                          | Durée |
| --- | ------------------------------------------------------------- | -------------------------------------- | ----- |
| 1.  | La Complainte de Big Mama                                     | Catherine Lara et Claude Nougaro       |       |
| 2.  | Radio Pff                                                     | Doc Gynéco et Laurent Voulzy           |       |
| 3.  | Il nous faut la pierre                                        | Axel Bauer                             |       |
| 4.  | On veut les grands moyens                                     | Louis Chedid                           |       |
| 5.  | Même si je suis top                                           | Carla Bruni                            |       |
| 6.  | On va partir en voyage                                        | Calogero et Elisa Tovati               |       |
| 7.  | La baleine nous mène en bateau                                | Antoine et Marine Delterme             |       |
| 8.  | Chapiteau quatre étoiles                                      | Zazie                                  |       |
| 9.  | Si c'est vraiment bien                                        | Benoît Poelvoorde et Francis Cabrel    |       |
| 10. | Quand un hippopo t'aime                                       | Michel Jonasz                          |       |
| 11. | Le Funambule                                                  | Maxime Le Forestier                    |       |
| 12. | La Tordue                                                     | Maurane                                |       |
| 13. | On a toujours besoin d'un grand si on l'est pas               | Anne Sylvestre et Henri Dès            |       |
| 14. | Le Serpent piteux                                             | Alain Souchon                          |       |
| 15. | La Chanson du vieux bébé                                      | Christophe                             |       |
| 16. | C'est très formidable                                         | Tous les artistes                      |       |
| 17. | Je me croyais fort (Figure uniquement sur la version de 2005) | Axel Bauer, Francis Cabrel et Zazie    |       |
| 18. | Foyalé (Figure uniquement sur la version de 2005)             | Yannick Noah, MC Solaar, Tété et Zazie |       |